# (181874) 1999 HW11
(181874) 1999 HW11 est un objet transneptunien évoluant dans la région du disque des objets épars, d'environ 200 km de diamètre.